# Города Ямайки

Здесь представлен список городов Ямайки. Всего их насчитывается около 100.

## Список
- Кингстон — столица государства.

Основан — в 1693 году
Площадь — 25 км2
Мэр — ?
Население — 580 000 чел. (2009)
Климат — тропический
- Блэк-Ривер

Основан — в 1685 году
Площадь — ?
Мэр — Джереми Палмер
Население — 4276 чел. (2010)
Климат — тропический
- Лусеа

Основан — в 1723 году
Площадь — ?
Мэр — Джоан Спенсер
Население — 11 121 чел. (2010)
Климат — тропический
- Мандевилл

Основан — в 1816 году
Площадь — ?
Мэр — Брэнда Рэмзи
Население — 48 317 чел. (2010)
Климат — тропический
- Монтего-Бей

Основан — ?
Площадь — ?
Мэр — Чарльз Синклер
Население — 79 830 чел. (2010)
Климат — тропический
- Морант-Бей

Основан — ?
Площадь — ?
Мэр — Джоан Спенсер
Население — 11 121 чел. (2010)
Климат — тропический
- Очо-Риос

Основан — ?
Площадь — ?
Мэр — ?
Население — 8000—16 000 чел.
Климат — тропический
- Порт-Антонио

Основан — ?
Площадь — ?
Мэр — ?
Население — 13 246 чел. (1991)
Климат — тропический
- Порт-Мария

Основан — ?
Площадь — ?
Мэр — Ричард Клэри
Население — 7713 чел. (2010)
Климат — тропический

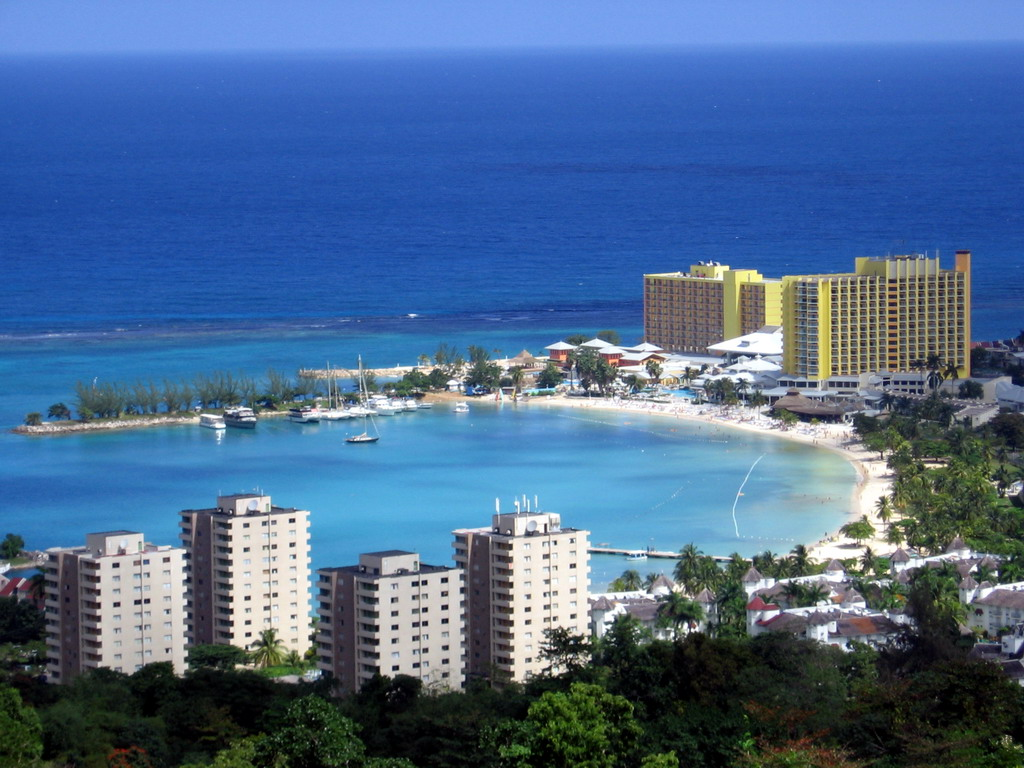
Вид на Очо-Риос

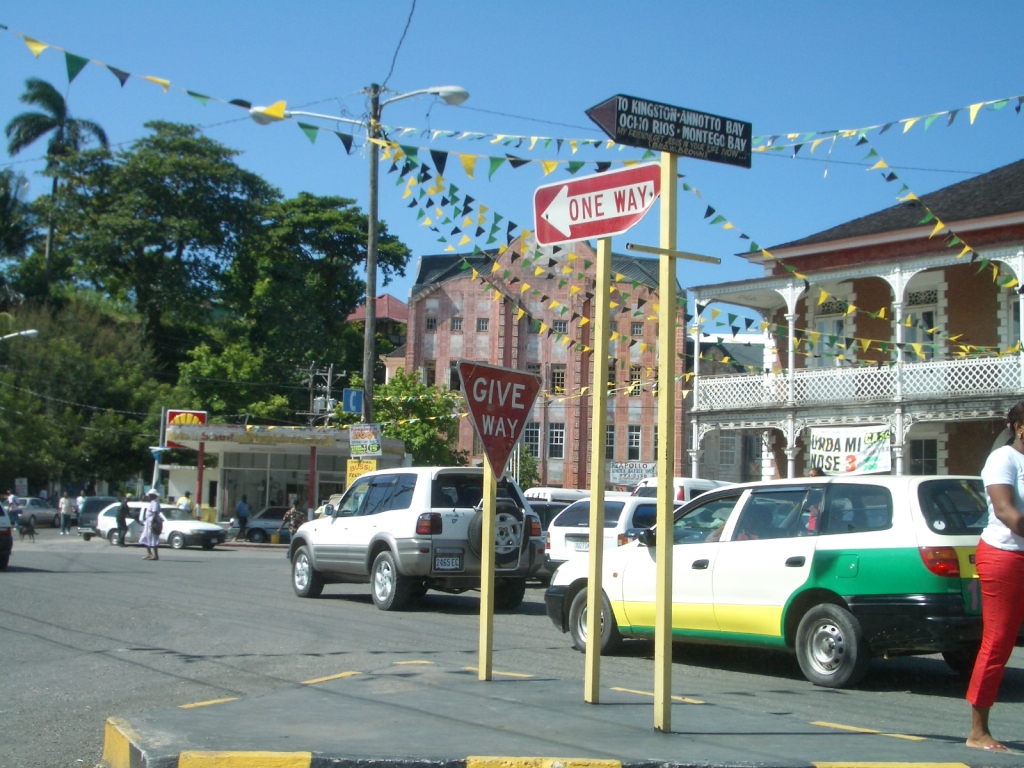
Порт-Антонио

- Порт-Ройал — столица Ямайки (1656 — 1692)

Основан — в 1656 году
Площадь — 0,18 км2
Мэр — ?
Население — 6500—10 000 чел. (1692)
Климат — тропический
- Портмор

Основан — в 1960 году
Площадь — ?
Мэр — ?
Население — 170 000 чел.
Климат — тропический
- Саванна-ла-Мар

Основан — в 1730 году
Площадь — ?
Мэр — Бертел Мур
Население — 19 427 чел. (2010)
Климат — тропический
- Спаниш-Таун

Основан — в 1534 году
Площадь — ?
Мэр — Эндрю Уитли
Население — 162 359 чел. (2010)
Климат — тропический
- Фалмут

Основан — в 1769 году
Площадь — ?
Мэр — ?
Население — 7400 чел. (2010)
Климат — тропический
- Хаф-Уэй-Три

Основан — ?
Площадь — ?
Глава — Десмонт Маккензи
Население — 18 139 чел. (2010)
тропический